# Parc naturel régional du Mincio
Le parc naturel régional du Mincio (en italien, parco regionale del Mincio) s'étend dans la province de Mantoue, en Lombardie, dans la vallée de la rivière Mincio, du lac de Garde au confluent avec le Pô. Il a été créé par la loi régionale n° 47 en date du 8 septembre 1984.

## Structure juridique
Juridiquement, le parc naturel régional du Mincio est une association de collectivités locales. En font partie les communes de Mantoue, Ponti sul Mincio, Monzambano, Volta Mantovana, Goito, Marmirolo, Porto Mantovano, Rodigo, Curtatone, Virgilio, Bagnolo San Vito, Roncoferraro et Sustinente.

## Géographie
À quelques kilomètres au sud de Peschiera del Garda (sur la rive sud du lac de Garde) commence le parc naturel du Mincio qui longe la rivière Mincio jusqu'à son confluent avec le Pô.
Le parc a une extension territoriale très large, couvrant une superficie d'environ 16 000 hectares, incluant notamment la réserve régionale de Castellaro Lagusello, la riserva naturale Bosco Fontana, la riserva naturale Vallazza et celle de la vallée du Mincio.
Il offre des paysages variés, depuis les collines de moraine jusqu'à la plaine en terrasses, de la zone de méandres du lit du Mincio jusqu'au complexe des Laghi di Mantova.

## Patrimoine culturel
Sur le plan culturel, le parc possède une grande richesse et présente de remarquables éléments architecturaux et artistiques, parmi lesquels on peut citer le sanctuaire de S. Maria delle Grazie, le pavillon de chasse de Bosco Fontana et de nombreuses villas de l'époque des Gonzague.
Le territoire du parc est traversé par la piste cyclable Mantoue-Peschiera, qui serpente sur près de 40 km, la plupart du temps dans son site propre avec des parties non asphaltées, le long de la rivière Mincio.

## Sources de traduction
- (it) Cet article est partiellement ou en totalité issu de l’article de Wikipédia en italien intitulé « Parco regionale del Mincio » (voir la liste des auteurs).